# Henri Aubry (cyclisme)
Pour le résistant français, voir Henri Aubry. Pour les homonymes, voir Aubry.
Henri Aubry, né le 28 mars 1922 à Bagneux (Hauts-de-Seine) et mort le 20 juillet 2012 à Blaye, est un coureur cycliste français. Professionnel de 1947 à 1953, il a été champion du monde sur route amateur en 1946.

## Palmarès
- 1943
  - Champion d'Auvergne
- 1945
  - Paris-Bernay
  - 2e du Tour du Calvados
- 1946
  -  Champion du monde sur route amateurs
  - 1re étape de Paris-Le Mans-Cholet
  - Le Mans-Laval-Le Mans
  - 2e de Paris-Caen
- 1947
  - 2e des Boucles de la Seine
- 1950
  - 2e du Grand Prix de Niort
- 1951
  - 2e de Bordeaux-Saintes
  - 2e de Bordeaux-Angoulême
  - 3e du Grand Prix de Niort
- 1953
  - Bordeaux-Royan